# 美國短吻鱷
美國短吻鳄（学名：Alligator mississippiensis），又稱密西西比河鳄、密河鱷，是西半球大型的鳄魚物種，也是第九大的鱷科动物。

## 特征
雄性鳄长达4米以上，雌的不到3米。幼鱷為黑色，身上點綴著無規律的黃色橫向帶紋，到了成年時就會消失，因為黃色斑紋會逐漸被黑色素及藻類遮蔽。
美國短吻鳄有圓而寬的口鼻部，上颌每侧有齿17-22枚，下颌每侧17-22枚；躯干部背面的角质鳞共有18横列，其中8列较大；趾间有不完全的蹼。其體色與美洲鱷（Crocodylus acutus）不同，後者的體色為棕色，而且口鼻部較尖細，與原產自中國的揚子鱷有親緣關係。

## 分佈
美國短吻鱷主要分佈於美國東南部，棲息在淡水濕地裏。

## 繁殖
公美國短吻鱷在繁殖時期會扯動喉部發出低頻的鳴叫，藉由水的震動傳播至遠處。母鱷藉由鱗片上名為的"機械受體"的黑點感受震動的大小，並和震動頻率最大的公鱷交配。當母鱷產卵時會將蛋埋藏於許多不同的地方，增加幼鱷的存活率。當蛋內的溫度維持在攝氏31.5度時便會孵出公鱷，低於或高於此溫度的就是母鱷。

## 食物

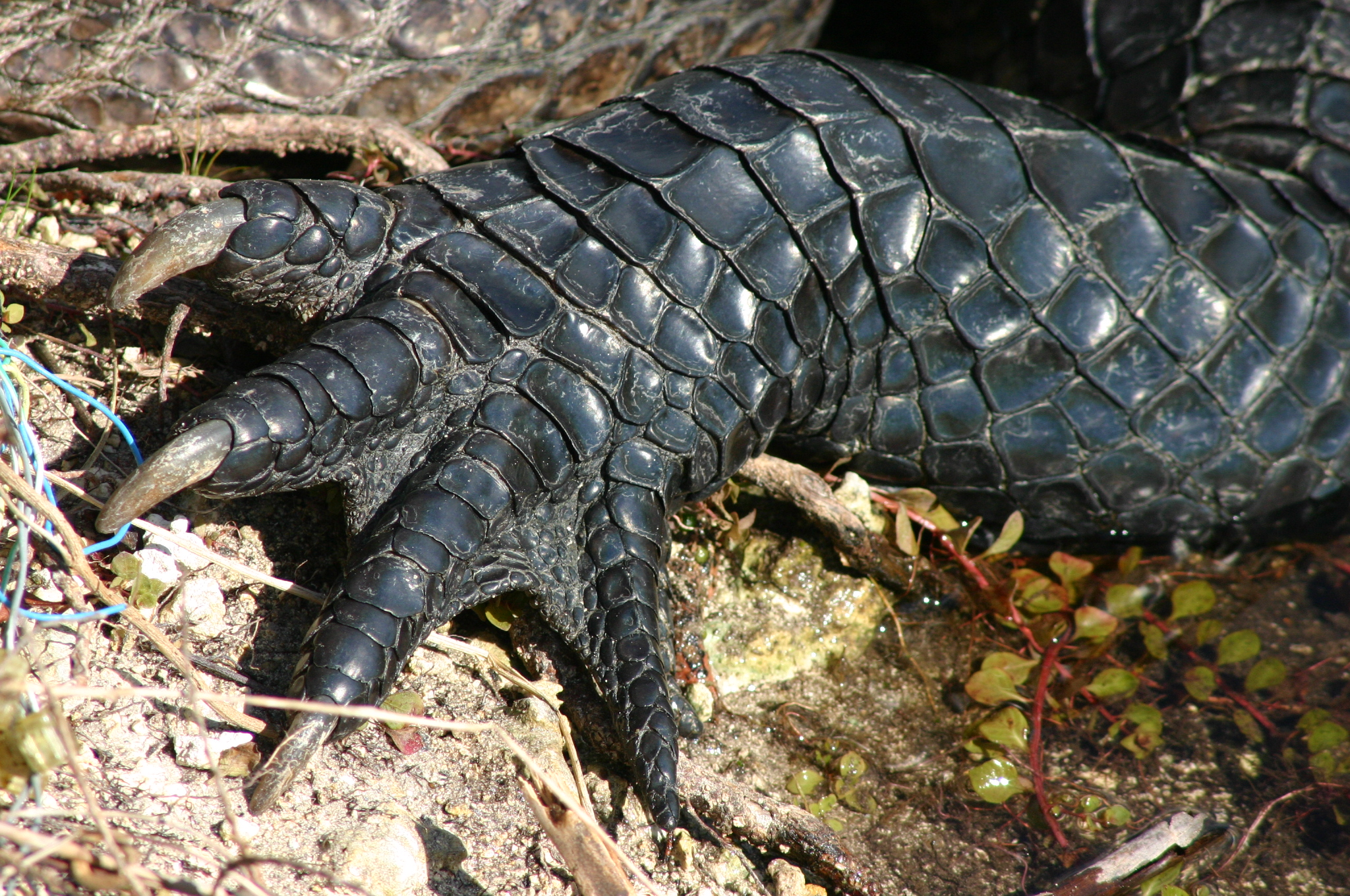
美國短吻鱷的前腳

美國短吻鱷的幼鱷會以無脊椎動物、青蛙及魚類為生，而成年之後就改吃龜、水鳥及哺乳動物。牠們為了捕捉於水面上的雀鳥進食，牠們有時會突然用其尾部支撐著身體站起來。牠們通常在清涼的黃昏捕食。

## 保育現狀

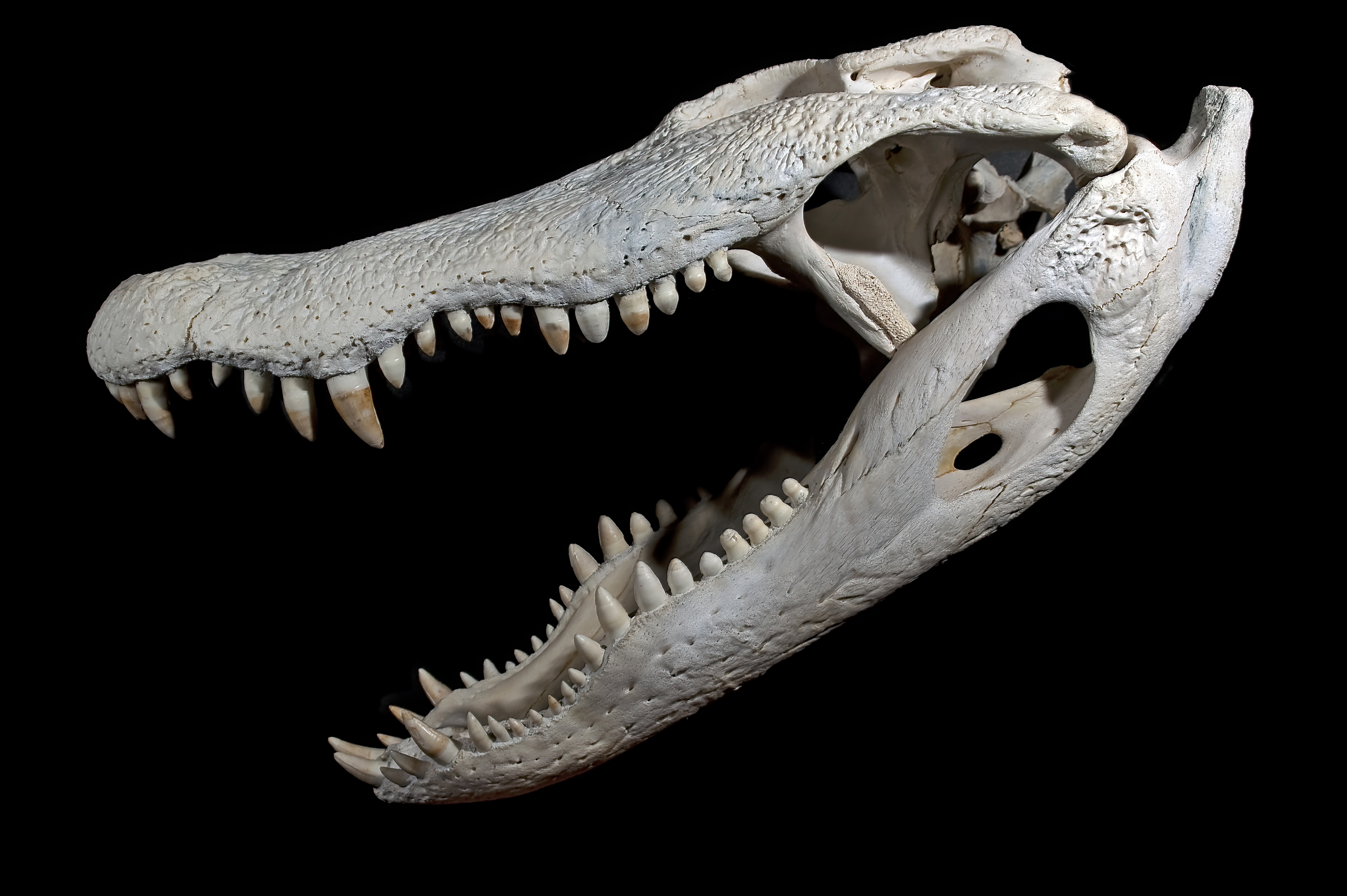
颅骨与下颌骨

美國短吻鱷襲擊人類紀錄遠比其他鱷魚少，但有時仍會有有意外發生。由於可怕的外型被人們厭惡而慘遭獵殺一度瀕臨滅絕，牠們於1960年代改為受保護育動物，到最近族群數量已達平穩，在佛羅里達州統計超過150萬隻短吻鱷棲息，而事實上，牠們於某些地區仍被視為不受歡迎的危險動物而被人驅逐。

## 資料來源
- 《自然珍藏系列：兩生爬行類圖鑑》 ISBN 952-469-519-0

1. ↑  
Frank J. Mazzotti, Michelle McEachern, Mike Rochford, Robert N. Reed, Jennifer Ketterlin Eckles, Joy Vinci, Jake Edwards, Joseph Wasilewski. 2015. Tupinambis merianae as Nest Predators of Crocodilians and Turtles in Florida, USA. Biological Invasions. 17(1); 47-50; DOI: 10.1007/s10530-014-0730-1